# 達吾提·阿西木
達吾提·阿西木（维吾尔语：داۋۇت ھاشىم，拉丁维文：Dawut Haxim，1952年—），男，维吾尔族，中共党员。曾任全国人大代表、新疆巴楚县琼库恰克乡吐格曼贝希村党支部书记。1989年起担任该村党支部书记。2003年获“感动中国”年度人物称号，2004年被评为新疆“抗震安居工作先进个人”和“优秀党员”，2005年被评为“全国劳动模范”，2006年被评为“全国优秀共产党员”，2007年被评为“自治区民族团结模范个人”，并当选为中共十七大代表。